# マヤ地域
マヤ地域（マヤちいき）はマヤ文明の繁栄したメキシコ南東部、ユカタン半島、グアテマラ、ホンジュラス西端部（モタグァ川流域）、エルサルバドル西端部を指す。
主として高地の南部マヤ地域（チアパス州、グアテマラ高地、太平洋岸）およびマヤ低地に属する中部地域（グアテマラ・ペテン低地など）、北部地域（ユカタン半島北部）に分けられる。
南部地域は、4000mを超える山々がそびえる高度1000〜2000mの高地から太平洋岸までの地域である。高地の気候は温暖であり、海岸地方へ向かうにつれて高度差のために急激に暑くなる。この地域は無数の河川が太平洋に注ぎ、土地は肥沃である。チャパ・デ・コルソ、イサパ、カミナルフュー、エル・バウル、アバフ・タカリクなど主としてイサパ文化からの古い石碑を伴う遺跡が見られるのがこの地域である。山岳地帯に雲霧林、熱帯雨林、太平洋沿岸にマングローブ、湿地が多く、カイエンナッツ、ヤシ、Ulmus mexicana、サポジラ、Triplaris melaenodendron、セドロ、モミジバフウ、Haematoxylum brasiletto、Croton guatemalensis、ホンジュラスマホガニー、ヤマノイモ属のDioscorea composita、Chiranthodendron pentadactylon、マツ、オークなどの植物が生えており、ジェフロイクモザル、コロンビアクロクモザルなどのクモザル、マーゲイ、ジャガー、ピューマ、ジャガーネコ、ジャガランディ、オセロット、バク、マザマジカ、ミナミコアリクイ、シロバナハナグマ、ベアードバク、ミナミハイイロノスリ、アレチノスリ、オグロカンムリノスリ、トキイロコンドル、ハヤブサ、コボウシインコ、キエリボウシインコ、アカエリクマタカ、キホオアメリカムシクイ、カンムリカラカラ、ミカヅキシマアジ、ハシビロガモ、アカリュウキュウガモ、アリゲーターなどのワニ、カメ、ボア、ガラガラヘビ、サンゴヘビ、グリーンイグアナ、ツナギトゲオイグアナ、キマダラトゲオイグアナ、チョウ類が生息している。チアパス州南部の太平洋岸およびグリハルバ川・ウスマシンタ川流域の分水界であるマドレ・デ・チアパス山脈にあるエル・トリウンフォ生物圏保護区は1993年に、太平洋沿岸部のラグーンシステムからなるラ・エンクルシハダ生物圏保護区およびマドレ・デ・チアパス山脈にあるラ・セプルトゥラ生物圏保護区とラ・ベンタ川の峡谷にあるエル・オコテの森生物圏保護区、ソコヌスコ付近のタカナ山を中心としたタカナ火山生物圏保護区は2006年に、エルサルバドルのイラマテペク山一帯は2007年に、チアパス州南東部のモンテベジョ湖群国立公園は2009年に、グアテマラ、ホンジュラス、エルサルバドルの境界にある三国国境友愛生物圏保護区（エルサルバドルのモンテクリスト国立公園およびエルサルバドルとグアテマラの国境にあるグイハ湖を含む）は2011年にそれぞれユネスコの生物圏保護区に指定され、ラ・エンクルシハダ生物圏保護区は1996年に、モンテベジョ湖群国立公園は2003年にそれぞれラムサール条約登録地となった。スミデロ峡谷もこの地域にある。
中部地域は、グアテマラ・ペテン低地、チアパス州北部の一部、タバスコ州の低地、ホンジュラス西端部（モタグァ川流域）を含む地域で、高温多湿で降水量が多い熱帯雨林のジャングル地帯が広がる。形成期後期（先古典期後期）には、エル・ミラドールの大都市遺跡が繁栄し、メソアメリカの古典期（紀元後300〜900年）にはティカル、カラクムルなどの大遺跡が繁栄して覇権を争い、巨大な階段式基壇を伴うピラミッド神殿が築かれ、王朝の歴史を表す石碑が盛んに刻まれた、マヤ文明の代名詞のような地域である。一帯の森林にはホンジュラスマホガニー、セドロ、サンタマリア、ブラックオリーブツリー、Vatairea lundellii、Aspidosperma megalocarpon、Astronium graveolens、オールスパイス、アカミノキ、モンビン、モモイロノウゼン、Lonchocarpus hondurensis、Vatairea lundellii、ガンボリンボなどの樹種が生えており、キタコアリクイ、モレレットワニ、クチジロペッカリー、Petenia splendida、メキシコカワガメ、ジェフロイクモザル、クビワペッカリーおよび多くの種類のコウモリが生息している。西部のメキシコ湾に近いグリハルバ川とウスマシンタ川下流部の湿地にはアメリカヒルギ、ブラックマングローブ、ホワイトマングローブ、ボタンマングローブのマングローブがあり、ズグロハゲコウ、エンビコウ、ケアシスズメバト、ノバリケン、アカハシリュウキュウガモ、オビハシカイツブリ、ハヤブサ、トキ類などが生息している。この地域にあるメキシコのラカンドーナ森林およびラカントゥン川流域を含むアスレス山脈生物圏保護区は1979年に、グアテマラ国内のマヤ生物圏保護区は1990年に、メキシコのカラクムル一帯のカラクムル生物圏保護区は1993年に、グリハルバ川とウスマシンタ川下流部のパンタノス・デ・セントラは2006年に、チアパス州北東部の褶曲と断層地帯にある石灰質のカルスト台地のナア＝メツァボクは2009年にそれぞれユネスコの生物圏保護区に指定され、グアテマラのティグレ湖国立公園は1990年に、メキシコのパンタノス・デ・セントラは1995年に、ナア＝メツァボクは2004年に、ヤシュハとナクムとナランホの遺跡を含むヤシュハ＝ナクム＝ナランホ国立公園は2006年にそれぞれラムサール条約登録地となった。
北部地域は、降雨量の少ない乾燥した気候であるうえ、石灰岩地盤の広がるこの地域では地上に水が残ることが少なく、川がほとんどない。そのため、セノーテと呼ばれる泉がほとんど唯一の水源となっている。古典期後期（紀元後600〜900）からウシュマル、チチェン・イッツアなどにプウク式の壁面装飾が美しい建物が多く築かれたのがこの地域である。後古典期（紀元後900〜1524）には、マヤパンが交易で繁栄した。海岸にマングローブと湿地が多く、一帯にはリンコレリア・ディグビアナなどの植物が生え、ベニイロフラミンゴ、ムシクイトビ、コクガン、ノバリケン、フエコチドリ、クロエリセイタカシギ、アメリカマナティー、マッコウクジラ、アオウミガメ、アカウミガメ、タイマイ、オサガメ、アメリカワニ、モレレットワニ、ジャガー、ピューマ、オセロット、ベアードバクなどが生息している。東海岸のシアン・カアン生物圏保護区は1986年にユネスコの生物圏保護区に指定され、2003年にラムサール条約登録地となった。西海岸のリア・セレストゥン生物圏保護区は2004年にユネスコの生物圏保護区とラムサール条約登録地となり、北海岸のリア・ラガルトス生物圏保護区は1986年にラムサール条約登録地となり、2004年にユネスコの生物圏保護区に指定された。